# アライグマ科
アライグマ科（アライグマか、Procyonidae）は、食肉目に分類される科。

## 分布
北アメリカ大陸、南アメリカ大陸

## 形態
キンカジューを除いて、尾に縞模様が入る。歯列は門歯が上下6本ずつ、犬歯が上下2本ずつ、臼歯が上下6 - 8本ずつ（キンカジューは上下6本ずつ）、大臼歯が上下4本ずつの計36 - 40本。カコミスル属を除いて上顎第4小臼歯および下顎第1大臼歯（裂肉歯）は特殊化せず、大臼歯の歯冠も低く平坦。盲腸がない。指趾の数は5本で、第3指が最も長い。カコミスル属を除いて爪を出し入れすることはできない。

## 分類
以下の分類・英名は2013年に記載されたBassaricyon neblinaと独立種として復活したBassaricyon mediusを除きMSW3（Wozencraft, 2005）、和名はオリンギートを除き中里（1991）に従うものとする。オリンゴ属に関してはHelgen et al.（2013）にて補足を行う。
- オリンゴ属 Bassaricyon
  - Bassaricyon alleni アレンオリンゴ Allen's olingo
  - Bassaricyon beddardi ギアナオリンゴ Beddard's olingo（アレンオリンゴのシノニムとする説もあり[5]）
  - Bassaricyon gabbii フサオオリンゴ Olingo
  - Bassaricyon lasius ハリスオリンゴ Harris's olingo（フサオオリンゴのシノニムとする説もあり[5]）
  - Bassaricyon medius Western lowland olingo（フサオオリンゴのシノニムとされていたが復活させ独立種とする説もあり[5]）
  - Bassaricyon neblina オリンギート[6] Olinguito[5]
  - Bassaricyon pauli キリキオリンゴ Chiriqui olingo（フサオオリンゴのシノニムとする説もあり[5]）

- カコミスル属 Bassariscus
  - Bassariscus astutus カコミスル Ringtail
  - Bassariscus sumichrasti クロアシカコミスル Cacomistle

- ハナグマ属 Nasua
  - Nasua narica ハナジロハナグマ White-nosed coati（アカハナグマの亜種とする説もあり[2]）
  - Nasua nasua アカハナグマ South American coati

- ヤマハナグマ属 Nasuella
  - Nasuella olivacea ヤマハナグマ Mountain coati

- キンカジュー属 Potos
  - Potos flavus キンカジュー Kinkajou

- アライグマ属 Procyon
  - Procyon cancrivorus カニクイアライグマ Crab-eating raccoon
  - Procyon lotor アライグマ Raccoon（亜種の一部を独立種とする説もあり[2]）
  - Procyon pygmaeus コスメルアライグマ[7] Cozumel raccoon

## 生態
ハナグマ属を除いて夜行性。足裏全体（蹠行性）あるいは足裏の一部（半蹠行性）を接地して移動する。
食性は雑食。

## 画像

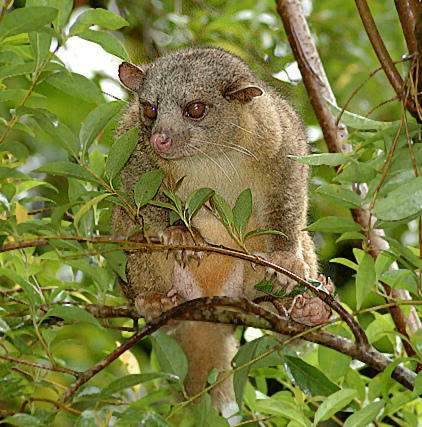
フサオオリンゴ B. gabbii
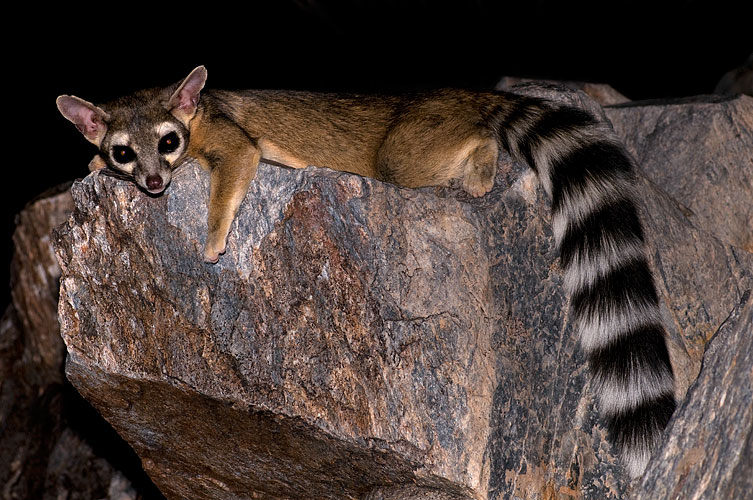
カコミスル B. astutus
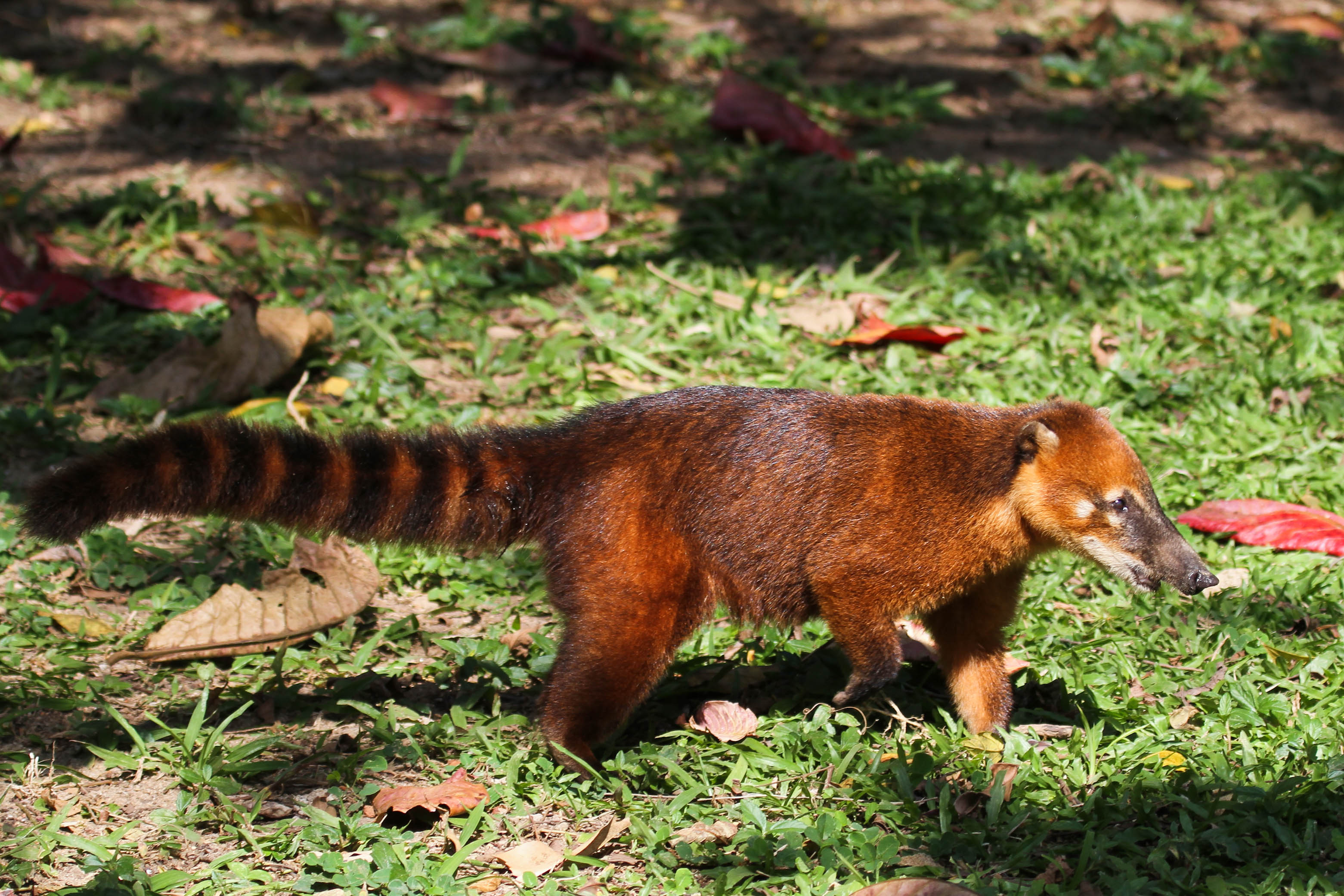
アカハナグマ N. nasua
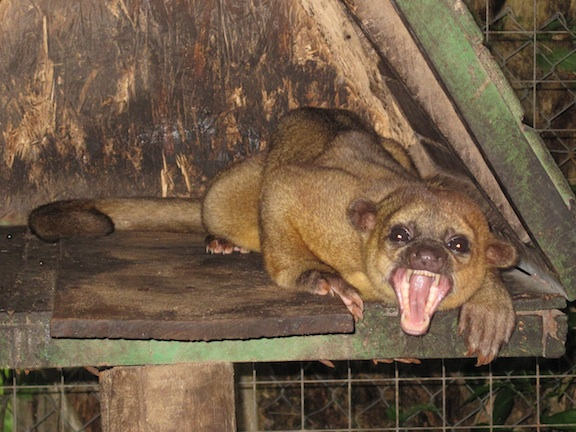
キンカジュー P. flavus